# Taekwondo op de Europese kampioenschappen parasporten 2023
Het taekwondotoernooi op de Europese kampioenschappen parasporten 2023 werd van 14 tot en met 16 augustus gehouden in Rotterdam. Het toernooi omvatte vijf onderdelen voor mannen en vijf voor vrouwen in de K44-klasse en twee onderdelen voor mannen in de K41-klasse.
De sporters konden op dit toernooi kwalificatiepunten behalen voor de Paralympische Zomerspelen 2024.

## Medaillewinnaars

### Mannen
| Onderdeel        | Goud                            | Zilver                           | Brons                           |
| ---------------- | ------------------------------- | -------------------------------- | ------------------------------- |
| Mannen –58kg K44 | Ali Can Özcan Turkije           | Asaf Yasur Israël                | Sabir Zeynalov Azerbeidzjan     |
| Mannen –58kg K44 | Ali Can Özcan Turkije           | Asaf Yasur Israël                | Joel Martín Villalobos Spanje   |
| Mannen –63kg K44 | Mahmut Bozteke Turkije          | Adnan Milad Israël               | Amin shikhaliyev Azerbeidzjan   |
| Mannen –63kg K44 | Mahmut Bozteke Turkije          | Adnan Milad Israël               | Sandro Megrelishvili Georgië    |
| Mannen –63kg K41 | George Khizanishvil Georgië     | Goga Khakhalashvili Georgië      |                                 |
| Mannen –70kg K44 | Imamaddin Khalilov Azerbeidzjan | Fatih Celik Turkije              | Maciej Kesicki Polen            |
| Mannen –70kg K44 | Imamaddin Khalilov Azerbeidzjan | Fatih Celik Turkije              | Giorgi Nikoladze Georgië        |
| Mannen –80kg K44 | Abulfaz Abuzarli Azerbeidzjan   | Nikola Spajić Servië             | Joseph Lane Verenigd Koninkrijk |
| Mannen –80kg K44 | Abulfaz Abuzarli Azerbeidzjan   | Nikola Spajić Servië             | Oktay Atalay Turkije            |
| Mannen –80kg K41 | Andrei Sleptsov Georgië         | Gela Zarkua Georgië              |                                 |
| Mannen +80kg K44 | Ivan Mikulić Kroatië            | Matthew Bush Verenigd Koninkrijk | David Makadze Georgië           |
| Mannen +80kg K44 | Ivan Mikulić Kroatië            | Matthew Bush Verenigd Koninkrijk | Mehmet Sami Saraç Turkije       |

### Vrouwen
| Onderdeel         | Goud                           | Zilver                            | Brons                              |
| ----------------- | ------------------------------ | --------------------------------- | ---------------------------------- |
| Vrouwen –47kg K44 | Zakia Khudadadi IPC            | Nurcihan Ekinci Turkije           | Viktoriia Marchuk Oekraïne         |
| Vrouwen –47kg K44 | Zakia Khudadadi IPC            | Nurcihan Ekinci Turkije           | Lia Chachibaia Georgië             |
| Vrouwen –52kg K44 | Meryem Betül Çavdar Turkije    | Royala Fataliyeva Azerbeidzjan    | Keira Forsythe Verenigd Koninkrijk |
| Vrouwen –52kg K44 | Meryem Betül Çavdar Turkije    | Royala Fataliyeva Azerbeidzjan    | Ana Japaridze Georgië              |
| Vrouwen –57kg K44 | Gamze Gürdal Turkije           | Marija Mičev Servië               | Sophie Caverzan Frankrijk          |
| Vrouwen –57kg K44 | Gamze Gürdal Turkije           | Marija Mičev Servië               | Yuliya Lypetska Oekraïne           |
| Vrouwen –65kg K44 | Beth Munro Verenigd Koninkrijk | Lütfiye Özdağ Turkije             | Seçil Er Turkije                   |
| Vrouwen +65kg K44 | Jelena Rašić Servië            | Amy Truesdale Verenigd Koninkrijk | Dalia Santiago Moreno Spanje       |